# Stóra Dímun
Stóra Dímun é uma das Ilhas Faroés. Situa-se entre Sandoy e Suðuroy.

## Origem do nome
Os especialistas em toponímia local afirmam que o nome Dímun é de origem celta. A primeira parte do nome, dí, significa dois. A segunda parte, mun, significa possivelmente altura/topo. Desta forma, o significado da palavra composta poderá ser as duas alturas/os dois topos.

## Geografia
O único acesso ao topo da ilha encontra-se no lado sul. É usado para transportar mercadorias e animais. Existem helicópteros regulares duas vezes por semana. Por mar, o acesso à ilha só pode ser feito em dias de tempo calmo e de céu limpo.
O lado ocidental da ilha é composto por um monte cujo ponto mais alto, conhecido por Høgoyggj, alcança 396 metros de altitude. A nordoeste é possível ver uma rocha isolada de 27 metros de altura, conhecida como Øssursdrangur.

## História
Os trabalhos mais perigosos da ilha eram a captura de aves e a recolha de ovos dos ninhos, tendo dado origem a muitos acidentes. No século XIX e no início do século XX, pereceram 17 homens.
No passado, chegaram a viver 30 pessoas na ilha. As condições difíceis levaram a população pobre a deslocar-se para outras ilhas, onde lhes oferecessem alojamento e um salário pelo seu trabalho. Também foram levadas pessoas da ilha por terem transgredido a lei.
Existia uma igreja antiga na ilha, mas foi deitada abaixo em 1922. Ainda existem os muros desta igreja.
Em 1938, durante a construção de uma casa de betão para barcos faroeses, era preciso erguê-los verticalmente 100 metros, para que ficassem bem guardados num pequeno lago junto a uma quinta e não secassem.
Com o tempo, tornou-se difícil fazer chegar serviços e pessoal à ilha, no Inverno. Em 1971, as famílias locais começaram a passar o Inverno em Tórshavn, deixando os animais na ilha. Foram abertas as portas das casas desabitadas, para que pudessem procurar abrigo nas tempestades.
A família Dímun habitou a ilha por mais de 200 anos. Óla Jakop Dímun tomou posse em 1980 da quinta da ilha, após seu pai Janus Úr Dímun. A quinta possui ovelhas e gado.
Em 1985, chegou a ligação de helicóptero. Em 1986, as famílias regressaram permanentemente à ilha, voltando cerca de uma vez por mês a Tórshavn, para contactos sociais. Quando havia crianças na ilha, a profressora Anna Lütsen visitava a ilha de três em três semanas, de helicóptero, durante 5 dias, para lhes dar aulas.
Atualmente, a ilha é habitada por apenas 4 pessoas, todas da mesma família.

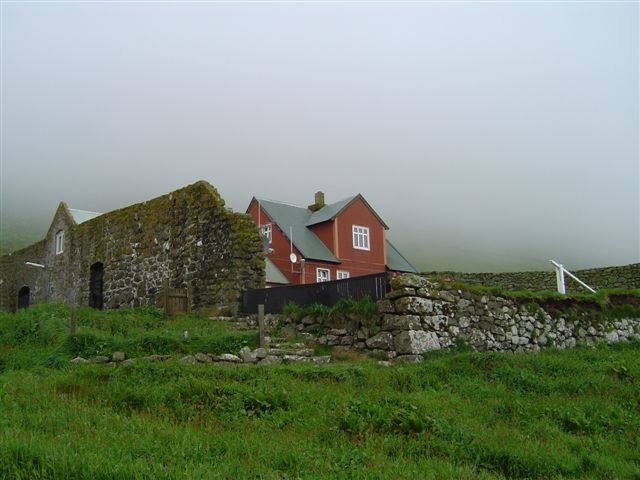
Quinta em Stóra Dímun
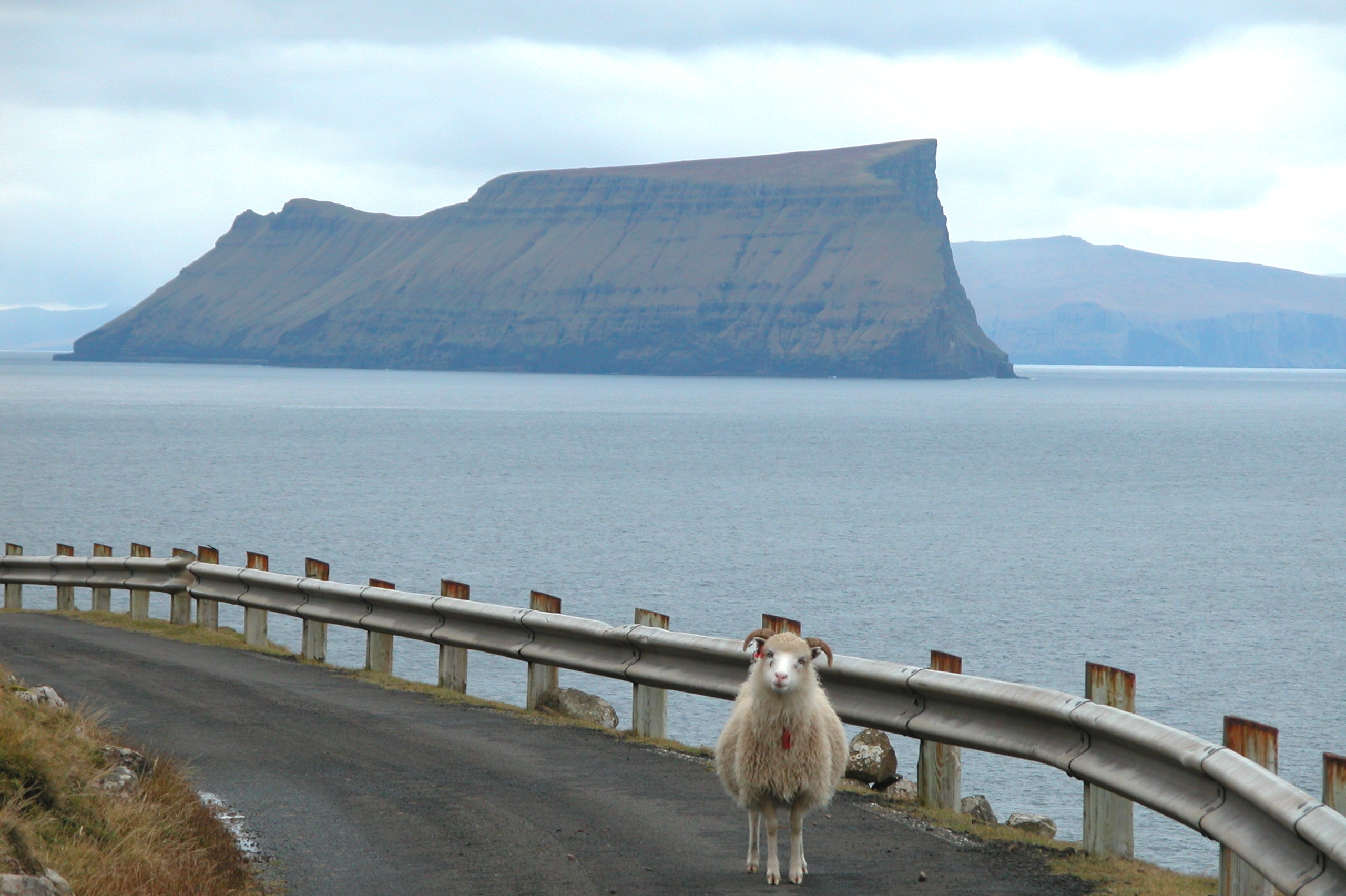
Stóra Dímun vista a partir de Skarvanes
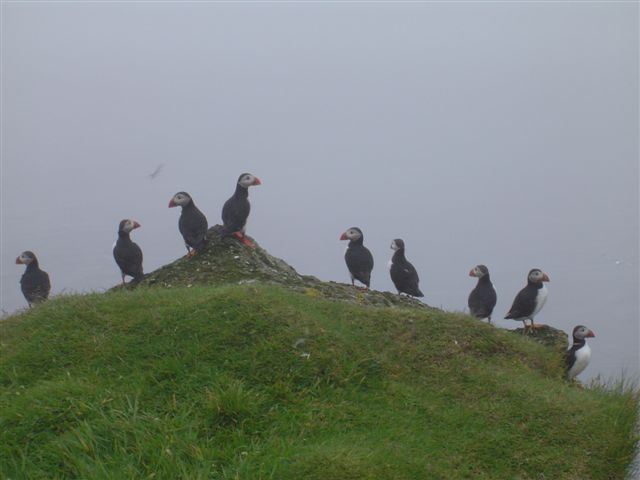
Papagaios-do-mar em Stóra Dímun
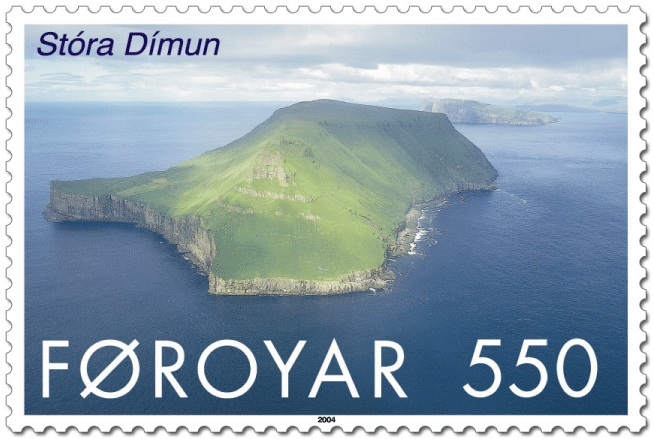
Selo de 2004 apresentando a costa da ilha